# María Delgado Nadal
María Delgado Nadal (Zaragoza, 8 de octubre de 1997) es una deportista española que compite en natación adaptada. Participa en las pruebas de mariposa, libres y espalda.

## Biografía
A los 10 años comenzó a practicar asiduamente tanto atletismo como natación, llegando a competir a nivel nacional en ambos deportes. Comenzó nadando para la Asociación Deportiva Aragua, la cual tiene por objetivo la inclusión social de las personas con diversidad funcional y la prevención de la dependencia a través del deporte. Posteriormente compitió para el equipo del colegio Corazonistas de Zaragoza. Actualmente forma parte del equipo de natación del Stadium Casablanca, compitiendo con nadadores con y sin discapacidad y entrenando en el Centro de Alto Rendimiento Deportivo situado en Madrid. Gracias al plan ADOP del Comité Paralímpico Español, desde 2013, puede dedicarse de manera profesional al deporte de alto nivel. En 2020, se graduó en Ciencias de la Actividad Física y del Deporte por la UPM, posteriormente se continuó formando con un postgrado en Alto Rendimiento Deportivo impartido por el Comité Olímpico Español. También posee el título de Entrenador Superior de Natación.
La familia paterna de la deportista es originaria de Monleras, un pueblo situado en la provincia de Salamanca, España.
En octubre de 2016 se le concede la medalla de la Real Orden del Mérito Deportivo, con la que se distingue a aquellas personas o entidades que merecen un reconocimiento por sus destacados éxitos deportivos o por su aportación al desarrollo del deporte español. Asimismo, en febrero de 2017 se le concede el diploma al Mérito Deportivo de la ciudad de Zaragoza.

## Palmarés internacional
Ganó cuatro medallas en los Juegos Paralímpicos de Verano, dos bronces en Río de Janeiro 2016 y dos bronces en París 2024. Además, obtuvo doce medallas en el Campeonato Mundial de Natación Adaptada entre los años 2015 y 2023, y doce medallas en el Campeonato Europeo de Natación Adaptada entre los años 2014 y 2024.
| Juegos Paralímpicos | Juegos Paralímpicos       | Juegos Paralímpicos | Juegos Paralímpicos                |
| Año                 | Lugar                     | Medalla             | Prueba                             |
| ------------------- | ------------------------- | ------------------- | ---------------------------------- |
| 2016                | Río de Janeiro (Brasil)   | Medalla de bronce   | 50 m libre S12                     |
| 2016                | Río de Janeiro (Brasil)   | Medalla de bronce   | 100 m espalda S12                  |
| 2024                | París (Francia)           | Medalla de bronce   | 100 m espalda S12                  |
| 2024                | París (Francia)           | Medalla de bronce   | 4 × 100 m libre (49 ptos.) mixto   |
| Campeonato Mundial  |                           |                     |                                    |
| Año                 | Lugar                     | Medalla             | Prueba                             |
| 2015                | Glasgow (Reino Unido)     | Medalla de bronce   | 100 m espalda S12                  |
| 2017                | Ciudad de México (México) | Medalla de plata    | 50 m libre S12                     |
| 2017                | Ciudad de México (México) | Medalla de bronce   | 100 m libre S12                    |
| 2019                | Londres (Reino Unido)     | Medalla de bronce   | 100 m espalda S12                  |
| 2022                | Funchal (Portugal)        | Medalla de plata    | 4 × 100 m libre (49 ptos.) mixto   |
| 2022                | Funchal (Portugal)        | Medalla de plata    | 4 × 100 m estilos (49 ptos.) mixto |
| 2022                | Funchal (Portugal)        | Medalla de bronce   | 100 m espalda S12                  |
| 2022                | Funchal (Portugal)        | Medalla de bronce   | 100 m mariposa S12                 |
| 2023                | Mánchester (Reino Unido)  | Medalla de plata    | 100 m mariposa S12                 |
| 2023                | Mánchester (Reino Unido)  | Medalla de plata    | 4 × 100 m estilos (49 ptos.) mixto |
| 2023                | Mánchester (Reino Unido)  | Medalla de plata    | 4 × 100 m libre (49 ptos.) mixto   |
| 2023                | Mánchester (Reino Unido)  | Medalla de bronce   | 100 m espalda S12                  |
| Campeonato Europeo  |                           |                     |                                    |
| Año                 | Lugar                     | Medalla             | Prueba                             |
| 2014                | Eindhoven (Países Bajos)  | Medalla de bronce   | 100 m mariposa S12                 |
| 2014                | Eindhoven (Países Bajos)  | Medalla de bronce   | 200 m estlios SM12                 |
| 2018                | Dublín (Irlanda)          | Medalla de plata    | 100 m espalda S12                  |
| 2018                | Dublín (Irlanda)          | Medalla de plata    | 100 m mariposa S12                 |
| 2018                | Dublín (Irlanda)          | Medalla de plata    | 400 m libre S12                    |
| 2018                | Dublín (Irlanda)          | Medalla de plata    | 4 × 100 m libre (49 ptos.) mixto   |
| 2021                | Funchal (Portugal)        | Medalla de plata    | 100 m espalda S12                  |
| 2021                | Funchal (Portugal)        | Medalla de plata    | 4 × 100 m libre (49 ptos.) mixto   |
| 2021                | Funchal (Portugal)        | Medalla de bronce   | 100 m libre S12                    |
| 2021                | Funchal (Portugal)        | Medalla de bronce   | 400 m libre S13                    |
| 2024                | Funchal (Portugal)        | Medalla de plata    | 100 m espalda S12                  |
| 2024                | Funchal (Portugal)        | Medalla de bronce   | 100 m libre S12                    |

## Trayectoria deportiva

### Mundial de 2013
María participó en el Mundial de natación adaptada celebrado en Montreal, Canadá (12-18 de agosto de 2013), debutando así con la selección española. A pesar de ser la más joven de la expedición española, con tan solo 15 años, consiguió un meritorio 4.º puesto en la final de 100 m mariposa S12, además de dos 6..º puestos (100 m espalda y 200 m estilos), un 8.º (100 m libres) y un 10.º (50 m libres).

### Europeo de 2014
En el verano de 2014, María participó en el Campeonato Europeo de natación adaptada celebrado en Eindhoven, Holanda, consiguiendo dos medallas de bronce en 200 m estilos y en 100 m mariposa, además de un 4.º puesto en 400 m libres y dos 6.º puestos en 100 m libres y 100 m espalda. Estas serían las primeras medallas a nivel internacional que se colgaría María.

### Mundial de 2015
Posteriormente, participó en el Campeonato Mundial de 2015 celebrado en la ciudad de Glasgow, Escocia consiguiendo la medalla de bronce en la final de 100 m espalda de la categoría S12, con un tiempo de 1:14.51, siendo su récord personal en esta disciplina. También consiguió un meritorio 4..º puesto en la final de 100 m mariposa S13, compitiendo fuera de su categoría contra nadadoras con un mayor grado de discapacidad, logrando su mejor marca personal y el récord de España de 100 m mariposa S12 con un tiempo de 1:08.69. Por último consiguió otro 4.º puesto en la final de los 50 m libres S12 con un tiempo de 29.32

### Europeo de 2016
Formó parte de la expedición española que compitió en el Campeonato Europeo de Funchal, Portugal celebrado en el mes de mayo de 2016. Consiguió dos cuartos puestos; en 50 libres y 100 espalda.

### Juegos Paralímpicos de 2016
Participó en los Juegos Paralímpicos de Río 2016 que tuvieron lugar entre el 7 y 18 de septiembre de 2016. Consiguió un meritorio octavo puesto en la final de 100 m mariposa S13 con un tiempo de 1:08.44, siendo la única participante de la categoría S12 que logró clasificarse para la final. En las series del 400 m libres S13 no logró clasificarse para la final por una décimas. Posteriormente, en el 100 m espalda S12, ganó el bronce paralímpica con un tiempo de 1:12.73 quedando a menos de un segundo de la plata y realizando su mejor marca personal y Récord de España en esta categoría. Por último, logró su segundo bronce en los Juegos Paralímpicos en el 50 m libres S12 realizando una marca de 29.03, quedando muy cerca de la plata y consiguiendo su mejor marca personal.

### Mundial de 2017
Participó en el campeonato mundial celebrado en Ciudad de México, México en diciembre de 2017, siendo su tercer mundial. En esta competición no pudo participar en su prueba fuerte, los 100 m espalda, donde había sido bronce en los juegos paralímpicos de Río 2016, por problemas estomacales. El día siguiente, aun sin haberse recuperado por completo, compitió en los 100 m libres, obteniendo la medalla de bronce. Posteriormente, participó en la prueba de 50 m libres, logrando la plata, siendo su mejor posición hasta el momento en competición internacional.

### Europeo de 2018
Formó parte del equipo español que participó en el campeonato europeo celebrado en la ciudad de Dublín, Irlanda, durante el mes de agosto de 2018. En este campeonato, la nadadora zaragozana consiguió 4 medallas de plata en las pruebas 100 m espalda S12, 100 m mariposa S12, 400 m libres S12 y 4 × 100 m libres mixto, mejorando su anterior participación en un campeonato internacional.

### Mundial de 2019
Formó parte del equipo español que participó en el campeonato del mundo en 2019 durante el mes de septiembre celebrado en la ciudad de Londres. La nadadora zaragozana, consiguió 1 de las 14 medallas obtenidas por la delegación española en la prueba de 100 m espalda S12 colgándose el bronce, así como dos 4.º puestos en las pruebas de 100 m libre S12 y 4x100 m libre mixto, y un 5.º puesto en la prueba de 50 m libre S12.

### Juegos Paralímpicos de 2020
Participó en los Juegos Paralímpicos de Tokio que tuvieron lugar entre el 24 de agosto y 5 de septiembre de 2021. En esta competición, retrasada 1 año por la situación mundial de pandemia con la Covid-19, la nadadora debutó con la prueba de 100 m Espalda S12 donde consiguió un 4.º puesto, esa misma tarde compitió también en la prueba de 400 m libre S13 finalizando en 6.ª posición. En la prueba de relevo 4x100 m libre mixto, el cuarteto español logró alcanzar la 4.ª posición. También participó en la prueba de 100 m libre S12 con un 5.º puesto y en 50 m libre S13 con un puesto 17, donde no logró clasificarse para la final.

### Europeo de 2021
Formó parte del equipo español que participó en el campeonato de Europa en 2021 durante el mes de mayo celebrado en la ciudad de Funchal. En esta ocasión consiguió colgarse un total de 4 medallas, 2 de plata en 100 m espalda S12 y 4x100 m libre mixto y 2 de bronce en 100 m libre S12 y 400 m libre S13. Además, también consiguió un cuarto puesto en la prueba de 50 m libre a tan solo 22 centésimas del pódium.

### Mundial de 2022
Participó en el campeonato mundial celebrado en Funchal, Madeira en junio de 2022. La nadadora zaragozana obtuvo 4 medallas en este campeonato, dos de plata en relevos mixto en las pruebas de libre y estilos, y dos de bronce en 100 m espalda y 100 m mariposa. A este campeonato llegó tras una grave lesión de espalda que le hizo pasar a principios de año por el quirófano para solucionarla.

### Mundial de 2023
Durante el mes de agosto de 2023, participó en el Campeonato Mundial de Natación Adaptada de Mánchester, Reino Unido. Consiguiendo tres platas en las pruebas de 100 mariposa S12, 4x100 libre mixto y 4x100 estilos mixto, registrando en estas tres pruebas tres nuevos récords de España. También consiguió una medalla de bronce en la prueba de 100 espalda S12. De esta manera, María acumula un total de seis participaciones en los mundiales con un total de doce medallas conquistadas.

## Reconocimientos y distinciones
- Medalla de Bronce de la Real Orden del Mérito Deportivo, otorgada por el Consejo Superior de Deportes (2016)[47]
- Diploma al Mérito Deportivo de la ciudad de Zaragoza (2017)[48][49]
- Récord del mundo en piscina corta en 50 m espalda y 200 m espalda en la categoría S12.[3]